# Frontera entre el Senegal i Cap Verd
La frontera entre el Senegal i Cap Verd consisteix en un segment marítim a l'oceà Atlàntic fins a Dakar. Aquesta frontera es defineix per la regla d'equidistància entre els dos països i consagrada en un tractat signat el setembre de 2003.
Els segments marítims lineals són definits per vuit punts de coordenades individuals.
- Punt A : 13° 39' 00" Nord, 20° 04' 25" Oest
- Punt B : 14° 51' 00" Nord, 20° 04' 25" Oest
- Punt C : 14° 55' 00" Nord, 20° 00' 00" Oest
- Punt D : 15° 10' 00" Nord, 19° 51' 30" Oest
- Punt E : 15° 25' 00" Nord, 19° 44' 50" Oest
- Punt F : 15° 40' 00" Nord, 19° 38' 30" Oest
- Punt G : 15° 55' 00" Nord, 19° 35' 40" Oest
- Punt H : 16° 04' 05" Nord, 19° 33' 30" Oest

El Punt H correspon al trifini amb Mauritània.